# 橘红芋螺
橘红芋螺（学名：Conus recluzianus），是新腹足目芋螺科芋螺属的一种。主要分布于越南、中国大陆、台湾，常栖息在深海、潮下带。